# Güyük Khan
Güyük, Guiuc, Guiuque (em latim: Cuyne ou Gujuchus; em mongol: Гүюг; romaniz.: Güiüg; c. 1206 – 1248) foi o terceiro cã e segundo grão-cã do Império Mongol de 1246 a 1248, em sucessão à regência de Toreguene (r. 1241–1246). Era filho de Oguedai (r. 1229–1241). Iniciou sua trajetória como comandante militar na China nos anos 1230, onde destruiu o Reino de Xia Oriental. Depois, participou na grande expedição ocidental contra os quipechaques e seus aliados, estando sobretudo envolvido nos cercos de Riazã em 1237 e Magas em 1239–40. No período, entrou em atrito com seu primo Batu. O fato fez com que Oguedai o reconvocasse à corte mongol em 1240 ou 1241, mas parece não ter reencontrado seu pai antes de sua morte. Nos anos subsequentes à morte de Oguedai, possivelmente ocupou-se da tarefa de obter apoio para si, e no curiltai de 1246 foi eleito grão-cã.

## Vida

### Primeiros anos
Güyük nasceu em 1206 e era filho de Oguedai (r. 1229–1241) e sua principal esposa Toreguene. Pouco se sabe sobre seus primeiros anos. Em algum momento incerto, desposou Ogul Caimis dos merquites. Em 1233, Oguedai envio-o à China com seu primo materno Alchidai e o general Tangude com a missão de destruir o Reino de Xia Oriental, que havia sido criado na Manchúria em 1215 por Puxiã Uanu, um oficial rebelde do Império Jim. A expedição foi concluída em poucos meses devido a debilidade do reino. Por volta de 1232, com a morte de seu tio Tolui, Oguedai sugeriu que a viúva Sorcaquetani fosse desposada por Güyük, mas a última declinou sob alegação de que sua principal responsabilidade era com seus filhos.
Em 1235, Oguedai enviou-o com seu irmão Cadã na expedição ocidental contra os quipechaques e seus aliados russos, búlgaros e alanos. Esteve presente no Cerco de Riazã em 1237 e no Cerco de Magas em 1239–40. De acordo com a História Secreta dos Mongóis, seus sucessos causaram o ressentimento de seu primo Batu, filho de Jochi. Em certo banquete, diz a fonte, Batu, por sua senioridade, esperava receber uma porção maior, mas foi servido após Buri, seu tio Güyük e um dos homens do último, chamado Hargasum Noiã, que ainda o ridicularizaram como um fraco efeminado. Batu apelou a Oguedai, que em audiência com Güyük repreendeu-o severamente e enviou-o com Hargasum para junto de Batu para o devido julgamento. Outras fontes confirmam o fato, mas afirmam que o príncipe não retornou à Mongólia durante o restante da vida de Oguedai. Seja como for, o grão-cã reconvocou da expedição Oguedai e seu primo Mangu, filho de Tolui, em algum momento entre dezembro de 1240 e janeiro de 1241.

### Ascensão

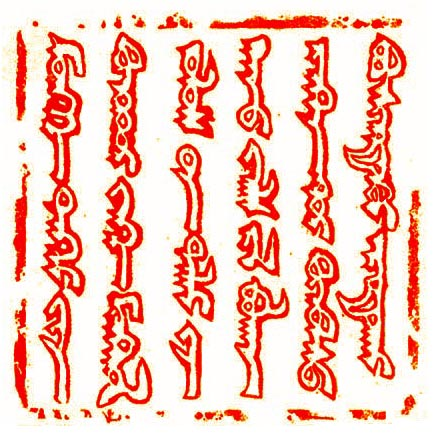
Selo de Güyük utilizado em sua carta ao papa Inocêncio IV

Mesmo com a morte de seu pai em dezembro de 1241, aparentemente não retornou à corte, e sua mãe tomou a regência do império encabeçou a perseguição de oficiais do grão-cã. Oguedai esboçou o desejo de que seu neto favorito Xiremum fosse o sucessor, mas o mesmo não tinha idade e experiência para ganhar apoio. Toreguene, por sua vez, queria Güyük no trono e ele tinha como único forte concorrente o seu irmão mais novo Cotém. Apesar disso, o curiltai só foi convocado em 1246, quiçá porque Toreguene queria corrigir a direção da política imperial à direção congênita, enquanto Güyük ocupou seu tempo buscando apoio entre os príncipes para não ser marionete dela. De todo modo, sua eleição ocorreu formalmente em 24 de agosto de 1246, perto da capital de Caracórum. O evento foi relatado por vários embaixadores estrangeiros: os franciscanos e emissários do papa Inocêncio IV, João de Plano Carpini e Benedito da Polônia; o grão-duque Jaroslau II; os incumbentes do trono da Geórgia; o irmão do rei da Armênia e historiador, Simbácio, o Condestável; o futuro sultão de Rum Quilije Arslã IV; e embaixadores do califa abássida Almostacim e Alaudim Maçude do Sultanato de Déli.
Quando João de Plano Carpini protestou contra os ataques mongóis aos reinos cristãos da Europa, Güyük afirmou que eles haviam matado emissários mongóis na época de Gêngis e Oguedai. Também afirmou que "desde o nascer do sol até seu pôr-do-sol, todas as terras foram submetidas ao grão-cã", proclamando uma ideologia explícita de conquista mundial. O grão-cã escreveu uma carta ao papa sobre as relações entre a Igreja e os mongóis. "Deves dizer com o coração sincero: 'Seremos os teus súditos; dar-te-emos a nossa força'. Deves vir pessoalmente com os teus reis, todos juntos, sem exceção, para nos prestar serviço e prestar homenagem. Só então reconheceremos sua submissão. E se você não seguir a ordem de Deus e ir contra nossas ordens, nós o reconheceremos como nosso inimigo."

### Reinado

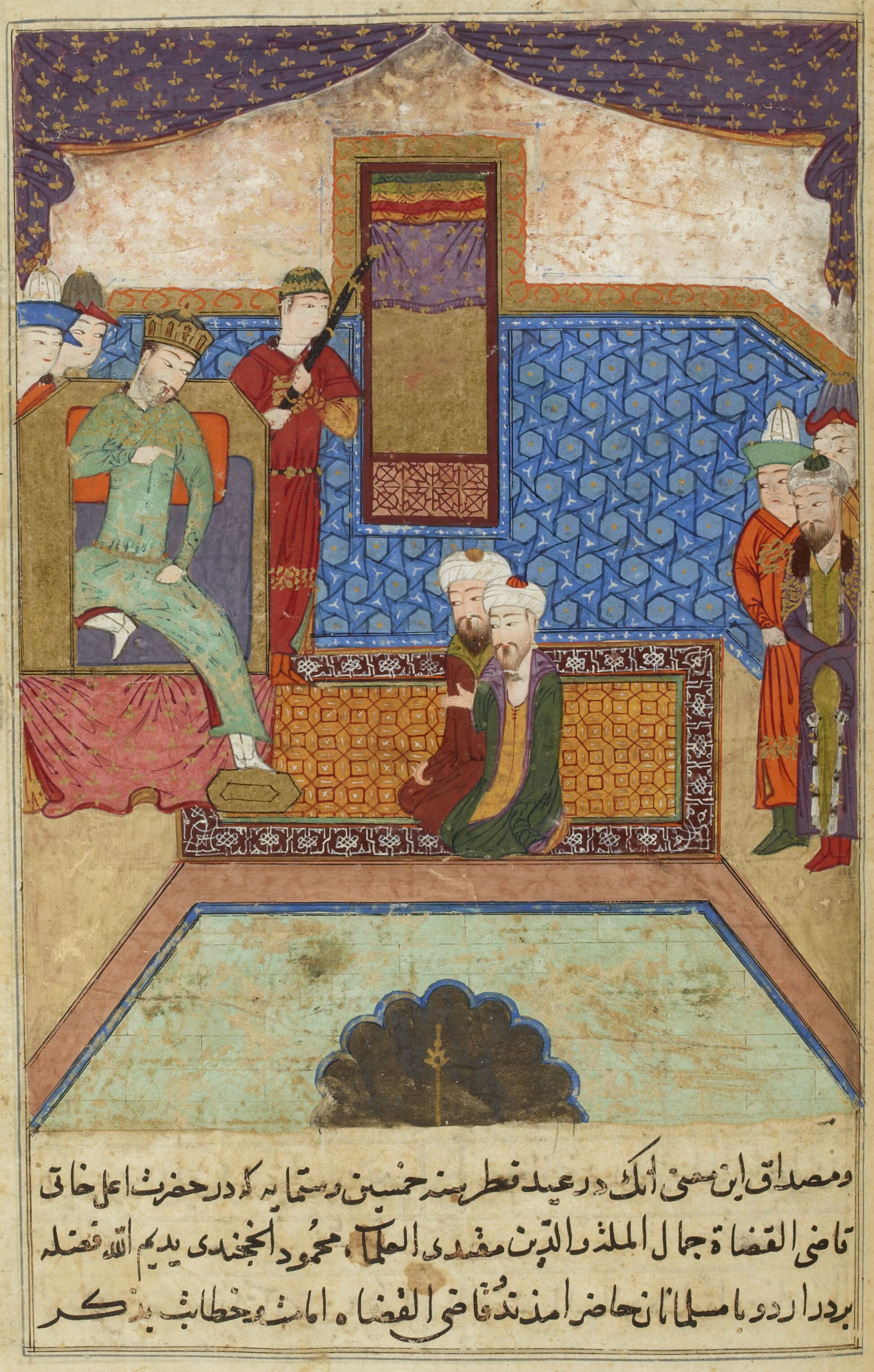
Iluminura do Tarikh-i Jahangushay de Ata Maleque Juveini na qual Güyük interroga Jamaladim Mamude Hujandi

Após sua eleição, vários oficiais que Toreguene tentou demitir como Chincai, Mamude Ialavache e Maçude Begue foram readmitidos e ela partiu para oeste para seu palácio (ordo) no vale do rio Emil. Além disso, contra a vontade dela, prendeu, torturou e executou a favorita dela, a dama Fátima, por enfeitiçar seu irmão Codém, e Abderramão, que foi decapitado por corrupção. Dos oficiais provinciais nomeados por ela, só o oficial oirate Argum Aca permaneceu em seu posto. A própria Toreguene morreria pouco depois, possivelmente sob ordens do grão-cã. Depois disso, teve que lidar com a ameaça de seu tio avô Temugue, que à época da regência de Toreguene tentou tomar o trono para si. Seu parente, após investigação encabeçada por Orda e Mangu, foi executado. Também substituiu o cã infante Cara Hulegu (r. 1242–1246) do Canato de Chagatai por seu amigo íntimo e primo Iesu Mangu (r. 1246–1252).
Güyük nomeou Eljiguidei como comandante militar na Pérsia com o intenção de fazer nova campanha na Ásia Ocidental e confiou-lhe a gerência de assuntos em Rum, Geórgia, Alepo, Moçul e Tacrur (Armênia Cilícia). Alegando que isso melhoraria sua posição, saiu da capital Caracórum e se mudou para oeste, rumo ao apanágio de seu pai entre os rios Emil e Cobaque. Como seu pai, se esforçou para fazer um nome para si mesmo ao ganhar o favor das elites com presentes generosos que esvaziaram o tesouro e cogitou completar as campanhas dele contra o Império Songue da China, o Califado Abássida no Iraque Árabe e os fortes dos Assassinos na Pérsia. Quanto à religião, no entanto, destoou. Aceitou que orações cristãs fossem feitas abertamente no palácio (ordo), se cercou de médicos cristãos e dependeu como conselheiros dos uigures cristão Chincai e budista Bala e o naimano cristão Cadaque. Das demais religiões, a saber, muçulmanos e chineses, não fez nada além de repôr Mamude Ialavache e os seus associados nos seus postos e tratar com cortesia os comandantes chineses como Zhang Rou.
Em 1246, ordenou que fosse feito o censo imperial. Com base nele, decretou que impostos entre 1⁄30 e 1⁄10 fossem aplicados sobre tudo e um imposto por cabeça no valor de 60 drames de prata foi coletado dos homens da Geórgia e Armênia. Em 1247, após a morte do pai deles Jaroslau II (r. 1238–1246), Alexandre e André foram enviados por Batu para Caracórum, onde o grão-cã os nomeou respectivamente príncipe de Quieve e grão-príncipe de Vladimir-Susdália. Embora respeitasse o grão-cã, a relação de Batu com ele nunca foi boa, com o primeiro sequer participando do curiltai que elegeu o último, sob a alegação de estar com gota. Em 1248, com a transferência da capital para oeste, Batu foi notificado por Sorcaquetani, a viúva de Tolui, de um possível ataque contra ele conduzido pelo grão-cã e Eljiguidei. Isso não se concretizaria, pois o saúde do grão-cã deteriorou a ponto dele falecer em abril em Cum-Senguir, em Sinquião. Com ajuda de alguns oficiais seniores, a viúva Ogul-Caimis assumiu a regência do Império Mongol.

## Avaliação
Segundo a História Secreta dos Mongóis, Oguedai repreendeu Güyük como autoconfiante, arrogante e disciplinador, governando suas tropas com medo. Fontes de seu reinado, por sua vez, o designaram como sombrio e doentio. Diz-se que era beberrão e isso pode ter comprometido sua saúde. Os cronistas muçulmanos consideraram-o pró-cristão e hostil ao islamismo.